# 談情共舞
是一套2004年的美國劇情片，由彼得·卓森執導， 李察·基爾、珍妮弗·洛佩兹及蘇珊·莎蘭登等主演。電影是1996年日本電影《談談情跳跳舞》的荷里活重拍版，描述一名律師混混沌沌地過日子，一天看到舞蹈教師教舞，突然決定去學跳舞以後發生的故事。

## 演員
- 李察·基爾 飾 John Clark
- 珍妮弗·洛佩兹 飾 Paulina
- 蘇珊·莎蘭登 飾 Beverly Clark
- 麗莎·安·瓦特 飾 Bobbie
- 史丹利·特治 飾 Link Peterson
- Anita Gillette 飾 Miss Mitzi
- 波比·簡拿威 飾 Chic
- 奥玛·本森·米勒 飾 Vern
- Tamara Hope 飾 Jenna Clark
- Stark Sands 飾 Evan Clark
- Richard Jenkins 飾 Devine
- 尼克·卡农 飾 Scott
- Karina Smirnoff 飾 Link翹嘴的舞伴
- Mýa Harrison 飾 Vern的未婚妻
- 傑·魯 飾 嘻哈吧演出者
- Tony Dovolani 飾 Slick Willy
- Cesar Corrales 飾 Dancer
- Slavik Kryklyvyy 飾 Paulina's Pro Ballroom (finale)

## 外部連結
- 官方网站
- 互联网电影数据库（IMDb）上《談情共舞》的资料（英文）
- AllMovie上《Shall We Dance?》的资料（英文）
- Box Office Mojo上《Shall We Dance?》的資料（英文）